# Vier-Nationen-Turnier 2012
Das Vier-Nationen-Turnier 2012 für Frauenfußballnationalteams fand zwischen dem 15. und 19. Februar in der chinesischen Stadt Chongqing statt. In ersten Terminübersichten der FIFA war auch Russland als fünfter Teilnehmer verzeichnet. Mexiko und Nordkorea nahmen erstmals teil, Südkorea hatte bereits 2009 teilgenommen. Während an den früheren Vier-Nationen-Turnier regelmäßig mehrere Mannschaften aus den Top 5 der FIFA-Weltrangliste teilnahmen, war die zur Zeit der Austragung auf Platz 9 stehende Mannschaft aus Nordkorea 2012 der stärkste Teilnehmer und konnte das Turnier auch gewinnen.

## Spielergebnisse
| Pl. | Land      | Sp. | S | U | N | Tore    | Diff. | Punkte |
| --- | --------- | --- | - | - | - | ------- | ----- | ------ |
| 1.  | Nordkorea | 3   | 2 | 1 | 0 | 002:000 | +2    | 07     |
| 2.  | China     | 3   | 1 | 2 | 0 | 001:000 | +1    | 05     |
| 3.  | Südkorea  | 3   | 1 | 1 | 1 | 003:300 | ±0    | 04     |
| 4.  | Mexiko    | 3   | 0 | 0 | 3 | 002:500 | −3    | 0      |

|                  |   |           |     |
| 15. Februar 2012 |   |           |     |
| China            | – | Mexiko    | 1:0 |
| Nordkorea        | – | Südkorea  | 1:0 |
| 17. Februar 2012 |   |           |     |
| China            | – | Südkorea  | 0:0 |
| Nordkorea        | – | Mexiko    | 1:0 |
| 19. Februar 2012 |   |           |     |
| China            | – | Nordkorea | 0:0 |
| Südkorea         | – | Mexiko    | 3:2 |

## Torschützinnen
1. Kim Sang-eun (KOR) – 2 Tore
2. Li Wen (CHN), Kim Ah-reum (KOR), Dinora Garza, Mónica Ocampo (MEX), Yoon Hyun-hee, Unbekannte Spielerin (PRK), – je 1 Tor